# Parafia św. Katarzyny Aleksandryjskiej w Opolu-Groszowicach
Parafia Świętej Katarzyny Aleksandryjskiej – rzymskokatolicka parafia, położona przy ulicy Popiełuszki 13 w Opolu. Parafia należy do dekanatu Opole w diecezji opolskiej. 

## Historia parafii
Dokumenty z 1400 roku potwierdzają istnienie proboszcza w Groszowicach. Potwierdza to również rejestr świętopietrza z 1447 roku. Parafia należała wówczas do archiprezbiteratu strzeleckiego. Po okresie reformacji należała do dekanatu opolskiego. Obecny kościół parafialny został wybudowany w latach 1880–1883, w stylu neoromańskim. Z parafii wyłączono w 1927 roku miejscowość Przywory Opolskie i przyłączono je do nowo powstałej parafii NSPJ w Kątach Opolskich. W 1980 roku wyłączono Grudzice, w 1983 roku Osiedle Malinka a w 2009 roku Opole-Metalchem.
Proboszczem parafii jest ksiądz Norbert Dragon.

## Liczebność i zasięg parafii
Parafię zamieszkuje 2750 mieszkańców, duszpasterskim zasięgiem obejmuje ona ulice:
- o. Augustyna,
- Bassego,
- Bażantową,
- Brzegową,
- Buhla,
- Czogały,
- Dunikowskiego,
- o. Frankiewicza,
- Gabriela,
- Glogiego,
- Gołębią,
- Gorzołki,
- Gozdek,
- Grzesika,
- Grzonki,
- Jana,
- Jaronia,
- Józefa,
- Kasperka,
- Katarzyny,
- Kredytową,
- Majową,
- Małą,
- Młodzieżową,
- Myśliwca,
- Oświęcimską (numery parzyste do 82 i nieparzyste do 99),
- Pampucha,
- Piaskową,
- Piastów,
- Planetorza,
- Podborną,
- Południową,
- ks. Popiełuszki,
- Powszechną,
- Przedpole,
- Przelotową,
- Przepiórki,
- Przeskok,
- Przewozową,
- ks. Rudzkiego,
- Rzeczną,
- Semaforową,
- Smołki,
- Szeroką,
- Średnią,
- Świerzego,
- Traugutta.

### Szkoły i przedszkola
- Publiczna Szkoła Podstawowa nr 24 w Opolu-Groszowicach,
- Publiczne Przedszkole w Opolu-Groszowicach[2].

## Duszpasterze

### Proboszczowie po 1945 roku
- ks. Franciszek Haase,
- ks. Antoni Liszka,
- ks. Wojciech Skrobocz,
- ks. Norbert Dragon[2]

## Grupy parafialne
- Ministranci i lektorzy,
- Marianki,
- Rada parafialna,
- Chór parafialny[3].